# Microvalgus vagans
Microvalgus vagans är en skalbaggsart som beskrevs av Lea 1914. Microvalgus vagans ingår i släktet Microvalgus och familjen Cetoniidae. Inga underarter finns listade i Catalogue of Life.